# Urroz
Urroz là một đô thị trong tỉnh và cộng đồng tự trị Navarre, Tây Ban Nha. Đô thị này có diện tích là 11,4 ki-lô-mét vuông, dân số năm 2009 là 394 người với mật độ 34,56 người/km². Đô thị này có cự ly 19 km so với tỉnh lỵ Pamplona.